# بایان بارو
بایان بارو (به لاتین: Bayan Baru) یک محله در ایالت مالزی پنانگ است. این محله در ناحیه جنوب غربی جزیره پنانگ، همجوار با منطقه آزاد تجاری صنعتی بایان لپاس واقع شده‌است.
این تاون شیپ در دههٔ ۱۹۷۰ به دنبال پایه‌ریزی منطقه، ایجاد گردید.از آن زمان بایان بارو به سمت یک محله پررونق، همراه با پیشرفت‌های متنوع در بخش تجاری و خرده فروشی، رو به تکامل گذاشت.